# Alysia postfurcata
Alysia postfurcata är en stekelart som beskrevs av Robert A.Wharton 1986. Alysia postfurcata ingår i släktet Alysia och familjen bracksteklar. Inga underarter finns listade i Catalogue of Life.